# Jean-François-Joseph Dolez
Jean-François-Joseph Dolez est un avocat et jurisconsulte montois, né le 13 mars 1764 à Mons et mort le 25 octobre 1834 dans la même ville.

## Biographie
Jean-François-Joseph Dolez est le fils d'Albert-Joseph Dolez et de Marie-Jeanne-Joseph Grard. Il épouse Narcisse-Josèphe Duvivier (sœur de l'abbé Joseph-Hippolyte Duvivier) en 1790 puis Josephine Marie Adrienne Moreau (fille d'Ignace Moreau et de Marie Joseph Naveau) en 1802. Il est le père de François Dolez et d'Hubert Dolez, ainsi que le grand-père d'Henri Delmotte.
Diplômé en droit de l'université de Louvain en 1787, François Dolez est admis cette même année comme avocat à la Cour souveraine de Hainaut. Il devient homme de fief sur plume, avocat des États de Hainaut et juge assesseur de l'Office royal de la châtellenie d'Ath, dont la juridiction s'étend sur le tiers de la province. Le 5 juin  1793, il se voit confier la curatelle des biens de la maison des ducs de Montellano saisis sous son autorité et, la même année, l'empereur d'Autriche le nomme membre du Conseil de la ville de Mons et le confirme dans ces fonctions pour l'année 1794. À ce titre, il siège pendant deux années aux États provinciaux de Hainaut comme un des représentants de la ville de Mons. 
Lorsque les États, pour lutter contre les écrits séditieux émis par les Français, forment une commission de censeurs de trois membres, Dolez y est choisi pour représenter le tiers état, aux côtés du comte de Thiennes (représentant de la noblesse).
Lors de l'occupation française de Mons, il perd ses fonctions et est envoyé en prison. Retrouvant sa liberté, il reprend sa profession d'avocat et défend les anciens députés des États provinciaux poursuivis par les agents du gouvernement français en raison des actes de leur administration sous le régime autrichien.
Sous le Consulat, il est nommé membre du Bureau de bienfaisance de la ville par le préfet Garnier et membre du conseil municipal (1800-1804). L'année suivante, il devient avoué près le Tribunal de première instance de Mons.
Appeler à siéger au conseil de discipline des avocats de l'arrondissement de Mons en 1812, il devient bâtonnier du barreau de Mons. En 1814, il est nommé avocat de l'administration des douanes, contributions et accises, fonctions qu'il assure jusqu'en novembre 1833, cédant alors sa place à son fils François.
Après la chute de l'Empire français, il est membre de la commission des notables admis à émettre leur avis sur le projet de la nouvelle Constitution du royaume des Pays-Bas. Le roi Guillaume Ier des Pays-Bas le nomme membre du Conseil d'intendance de la province de Hainaut (25 juillet 1815), dont il fait partie jusqu'à sa suppression, et chevalier de l'Ordre du Lion Belgique (24 novembre 1816). Il est également membre des États de Hainaut (1816-1817) et membre du collège électoral de la ville de Mons (1825).

## Publications
- Mémoire sur la nature de la fourmorture dans la coutume de Mons, Mons, Montjot

## Distinctions
- Chevalier de l'ordre du Lion néerlandais